# Громади Словаччини
Грома́да (словац. obec) — у Словаччині первинна територіальна, автономна і адміністративна одиниця (адміністративно-територіальна одиниця країни 3-го рівня). У Словаччині є 2 890 громад з яких 140 є містами (на січень 2016).

## Опис
Громади складаються з одного або декількох населених пунктів. Його площа включає в себе щонайменше один кадастровий район. Громада об'єднує людей з постійним місцем проживання. Наразі в Європі налічується близько 140 000 громад.[джерело?]
Деякі громади на території Словаччини мають статус міста. Також серед громад знаходиться три військові полігони (Військовий полігон Яворина, був закритий 1 січня 2011).
Оскільки найчастіше громади об'єднують лише один населений пункт, у Словаччині «громада» вживається як синонім до поняття «село».

## Місцеве самоврядування
Жителі громад мають право обирати громадську раду і місцеву раду. На чолі села стоїть староста, а на чолі міста — приматор (президент міста, мер).

### Братислава та Кошиці
Статус міст Братислава та Кошиці оговорюються окремими законами. Обидва міста поділяються на округи і міські райони (mestská časť, "квартал"), в яких обираються власні мери і ради, в той самий час коли у міста є один загальний мер і рада.

## Повноваження громад
До повноважень громад входить контроль доріг місцевого значення, надання базової освіти, керування активами, керування будівництвом та інше.
Відповідно до закону 369/1990 Zb.z. громада повинна, зокрема:
- Виконувати завдання, пов'язані з управлінням рухомим і нерухомим майном громади або такого, що знаходиться в державній власності і передане громаді в експлуатацію.
- Розробляти та затверджувати бюджету громади й остаточний підрахунок витрат громади.
- Ухвалювати рішення з питань місцевих податків
- Направляти господарську діяльність на території громади. Виносити думку про інвестиційну діяльність на території громади. Контролювати видачу грантів на підприємницьку діяльність фізичним і юридичним особам.
- Створювати ефективну систему моніторингу та відповідні організаційні, фінансові, кадрові і матеріальні умови для її самостійної роботи.
- Займатися будівництвом і технічним обслуговуванням та адмініструванням місцевих доріг, громадських місць, муніципального кладовища, культурних, спортивних та інших комунально-побутових об'єктів, пам'ятників культури, історичних місць та пам'яток на території громади.
- Надавати суспільні послуги, зокрема, обробку побутових відходів і дрібного будівельного сміття, підтримувати чистоту, керувати і обслуговувати громадські зелені зони і громадське освітлення, водопостачання, збір стічної води, очищення стічної води і підтримувати роботу місцевого громадського транспорту.
- Створювати і захищати здорові умови і здоровий спосіб життя і роботи мешканців громади, захищати навколишнє середовище і створювати умови для надання медичної допомоги, освіти, культури, народної освіти, інтересів творчої діяльності, фізичної культури і спорту.
- Виконувати роботу у сфері захисту прав споживачів.
- Утверджувати і розробляти планові документи для: житлових приміщень і зон, розвитку різних сфер суспільного життя. Розробляти і затверджувати програми розвитку житлового будівництва і сприяє формуванню відповідних умов житла.
- Виконувати свою інвестиційну та комерційну діяльність з метою задоволення потреб спільноти жителів і розвитку громад.
- Організовувати голосування серед жителів громади з важливих питань, які стосуються життя і розвитку громади.
- Забезпечувати громадський порядок в місті. Регулювати діяльність, здійснення якої заборонено або обмежено в певний час або в певному місці.
- Виконувати захист пам'яток культури і забезпечувати збереження природних цінностей.
- Виконувати роль соціальної допомоги відповідно до спеціальних правил.
- Здійснювати перевірку документів і підписів на документах.
- Вести хроніку громади державною мовою, або мовою національної меншини.